# Virgin Pacific Flyer
 Der er for få eller ingen kildehenvisninger i denne artikel, hvilket er et problem. Du kan hjælpe ved at angive troværdige kilder til de påstande, som fremføres i artiklen.

Virgin Pacific Flyer er verdens største luftballon. De to ballonskippere Richard Branson og Per Lindstrand fløj hele vejen fra Japan til det nordlige Canada. Ballonen har en total volumen på 74.000 m³. Den har en tophastighed på 394 kilometer i timen og er dermed også verdens hurtigste luftballon.
| Luftfart | Spire Denne artikel om flyvning er en spire som bør udbygges. Du er velkommen til at hjælpe Wikipedia ved at udvide den. |